# 한국의 재발견
한국의재발견은 시민교육을 통한 한국인의 정체성 확립과 궁궐, 종묘, 왕릉, 사직단 등을 포함한 우리의 문화유산 보호를 위한 조사·연구·모니터링·교육 및 홍보 활동을 목적으로 2004년 8월 6일 설립허가된 대한민국 문화재청 소관의 사단법인이다. 사무실은 서울특별시 종로구 수표로 93-1 금용빌딩 8층 (우: 03191)에 있다.

## 주요 사업
- 궁궐, 종묘, 왕릉, 사직단, 성균관 등의 안내·해설 활동
- 궁궐, 종묘, 왕릉, 사직단, 성균관 등의 모니터링, 보호 활동
- 기타 활동지역 내 문화유산 안내 및 모니터링·보호 활동
- 문화유산 안내·해설가 양성 교육
- 지역 및 국제간의 문화 교류
- 시민 문화강좌
- 기타 본 법인의 목적 달성에 필요한 사업